# Günseli Deniz
Günseli Deniz (Mersin, 22 d'agost de 1983) és una cantant pop turca. Després de la seva educacio bàsica i secundaria a Turquia va anar a estudiar al Regne Unit i Estats Units. El seu primer album Kalp Ağrısı (Mal de cor) va sortir el 2012 i el seu segon album Deniz (Mar) el 2018. El 2019 surt el seu single "Kol Kanat". En una entrevista sobre aquesta ultima cançó, Deniz diou que la producció com "fabricació" de cançons semblants ha causat l'aparició de noves genres de música com a rap.